# Påraså
Porasjoki är ett vattendrag i Finland.   Det ligger i landskapet Österbotten, i den centrala delen av landet, 400 km norr om huvudstaden Helsingfors. Porasjoki ligger vid sjön Pitkävesi.